# Hồi Ninh
Hồi Ninh là một xã thuộc huyện Kim Sơn, tỉnh Ninh Bình, Việt Nam.

## Địa lý
Xã Hồi Ninh cách trung tâm thành phố Hoa Lư 22 km, có vị trí địa lý:
- Phía đông giáp xã Chất Bình
- Phía tây giáp xã Kim Định
- Phía bắc giáp huyện Yên Khánh
- Phía nam giáp Sông Đáy.

Xã Hồi Ninh có diện tích 5,74 km², dân số năm 2022 là 5.558 người, mật độ dân số đạt 968 người/km².

## Hành chính
Xã Hồi Ninh được chia thành 6 làng: Dĩ Ninh, Dưỡng Điềm, Đạo Củ, Đồng Nhân, Tuân Hoá, Hồi Thuần và 14 xóm.

## Lịch sử
Đây là một xã thuộc vùng đồng bằng, có lịch sử hình thành từ việc khai mở đất hoang ven biển cùng với huyện Kim Sơn năm 1829.
Ngày 22 tháng 7 năm 1964, Bộ Nội vụ ban hành Quyết định số 199/QĐ-NV về việc đổi tên xã Hoàng Thám thành xã Hồi Ninh.

## Văn hóa
Đồng bào bên Lương có số lượng tương đương với bên Giáo. Mỗi làng có 1 miếu thờ Thần Hoàng Làng (dành cho đồng bào bên Lương) và một nhà thờ với kiến trúc Gotich dành cho đồng bào Công Giáo. Dù theo hai đạo khác nhau, nhưng đồng bào sống hòa đồng đoàn kết, truy lại vài thế hệ có thể thấy ít nhiều đều có họ hàng huyết thống. Đặc trưng trong tết cổ truyền, những gia đình bên Lương sẽ cử thành viên đại diện lên miếu để đón giao thừa, sau đó lấy lửa (từ bàn thờ Thần Hoàng làng) bằng các bó đuốc và rước về nhà để với ước vọng năm mới nhiều may mắn. Còn gia đình bên đạo Công giáo trong đêm giao thừa tập trung tại nhà thờ của làng để làm lễ và đón giao thừa ở đó trước khi về nhà chúc năm mới tới các thành viên trong gia đình.
Nhà thờ Giáo xứ Dưỡng Điềm thuộc giáo phận Phát Diệm nằm trên địa bàn xã.